# Museu Jos
Museu Jos é um museu em Jos, Nigéria, fundado em 1952 por Bernard Fagg. O museu administra o Museu de Arquitetura Tradicional da Nigéria.

## História
O museu foi fundado por Bernard EB Fagg em 1952, que atuou como Diretor de Antiguidades da administração colonial na época. O Museu Jos foi o primeiro museu público na África Ocidental.
A UNESCO, em 1963, estabeleceu o Centro Regional de Treinamento em Jos. A instituição era bilíngüe em inglês e francês até o estabelecimento de um centro separado de língua francesa em Niamey . Depois que a UNESCO encerrou seu apoio financeiro, o centro perdeu financiamento e recursos.
O museu caiu em desuso, atribuído à falta de financiamento do governo, levantando preocupações sobre a perda de preservação cultural. Em 2019, o museu recebeu apenas ₦ 158.197.120.

### Roubo e recuperação de artefatos
Em 14 de janeiro de 1987, o museu foi roubado de muitos artefatos valiosos por um grupo de ladrões. Uma lista dos artefatos roubados foi feita pela UNESCO.
Em dezembro de 1990, um dos artefatos roubados, um Benin Bronze do século XV, foi descoberto em um leiloeiro em Zurique . Ele foi devolvido ao museu depois que dois cidadãos suíços independentes suspeitaram e confirmaram que foi roubado.
Um outro artefato que foi roubado é uma cabeça de bronze de Ifẹ que foi descoberto em 2017 em Londres. A escultura havia sido leiloada em 2007 pelo Governo Belga. Foi comprado por um antiquário, sem saber que foi roubado. O comprador tentou vender a cabeça por meio da casa de leilões Woolley and Wallis, mas o leiloeiro John Axford percebeu que havia sido roubado e a entregou o polícia. Isso levou a uma batalha legal entre o Museu Jos e o comprador sobre a propriedade do artefato. Desde 2022, o artefato está em posse da polícia do Reino Unido.